# Madinat 'Isa
Madinat 'Isa  (arabe : مدينة عيسى) est une ville de Bahreïn située dans le gouvernorat central. le nom  Isa se réfère à Issa ben Salmane Al Khalifa, souverain (Hakim) de Bahreïn 1961 à 1999.